# Cry Baby
Cry Baby er en amerikansk musical komedie fra 1990 og er instrueret af John Waters.

## Medvirkende
- Johnny Depp som Wade 'Cry-Baby' Walker
- Amy Locane som Allison Vernon-Williams
- Susan Tyrrell som Ramona Rickettes
- Ricki Lake som Pepper Walker
- Iggy Pop som Belvedere Rickettes
- Polly Bergen som Fru Vernon-Williams
- Traci Lords som Wanda Woodward
- Darren E. Burrows som Milton Hackett
- Kim McGuire som Hatchet-Face
- Stephen Mailer som Baldwin